# Vietnamul de Nord
Vietnamul de Nord cunoscut și sub numele de Republica Democrată Vietnam a fost un stat comunist între 1945-1976 în Asia de Sud-Est cu capitala la Hanoi. 
Liderul revoluționar vietnamez Ho Și Min a declarat independența față de Indochina Franceză  pe 2 septembrie 1945 și a anunțat crearea Republicii Democrată Vietnam. Franța și-a reafirmat dominanța colonială manifestată prin războiul între Franța și Viet Minh, condus de președintele Ho Și Min. Viet Minh (Liga pentru Independența Vietnamului) a fost o coaliție de grupuri naționaliste, majoritatea fiind conduse de comuniști. În februarie 1951, comuniștii au anunțat crearea Partidului Comunist Vietnamez , marginalizând treptat viziunile anti-comuniste în Việt Minh.